# Peruduva
Peruduva (Zenaida meloda) är en fågel i familjen duvor inom ordningen duvfåglar.

## Utseende och läte
Peruduvan känns lätt igen på breda vita vingband och tydligt vita stjärthörn. Markant är även en violettblå ring runt ögat. Dess sorgsamma hoande hörs hela dagen och året runt.

## Utbredning och systematik
Fågeln förekommer från sydvästra Ecuador till norra Chile (Coquimbo). Den behandlas som monotypisk, det vill säga att den inte delas in i några underarter.

## Levnadssätt
Peruduvan är en vanlig och ofta påträffad fågel i ökenartade låglänta områden och förberg. Den hittas i en lång rad öppna och halvöppna miljöer från gatkanter i städer och trädgårdar till jordbruksbygd och palmoaser. Fågeln födosöker på marken eller i träd, ibland tillsammans med den mindre och mer enfärgade öronduvan.

## Status och hot
Arten har ett stort utbredningsområde och tros öka i antal. Internationella naturvårdsunionen IUCN listar den därför som livskraftig (LC).

## Bilder

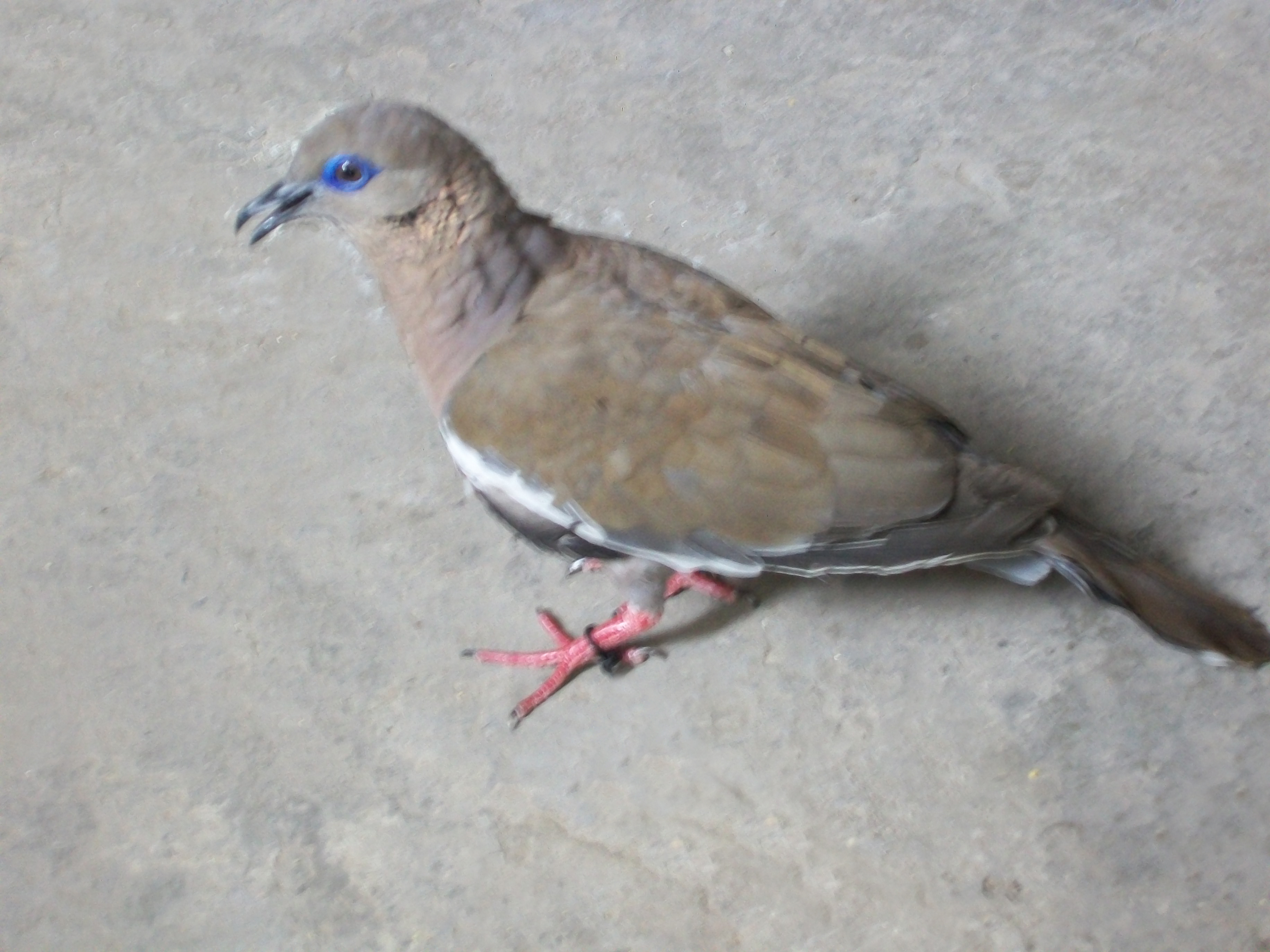
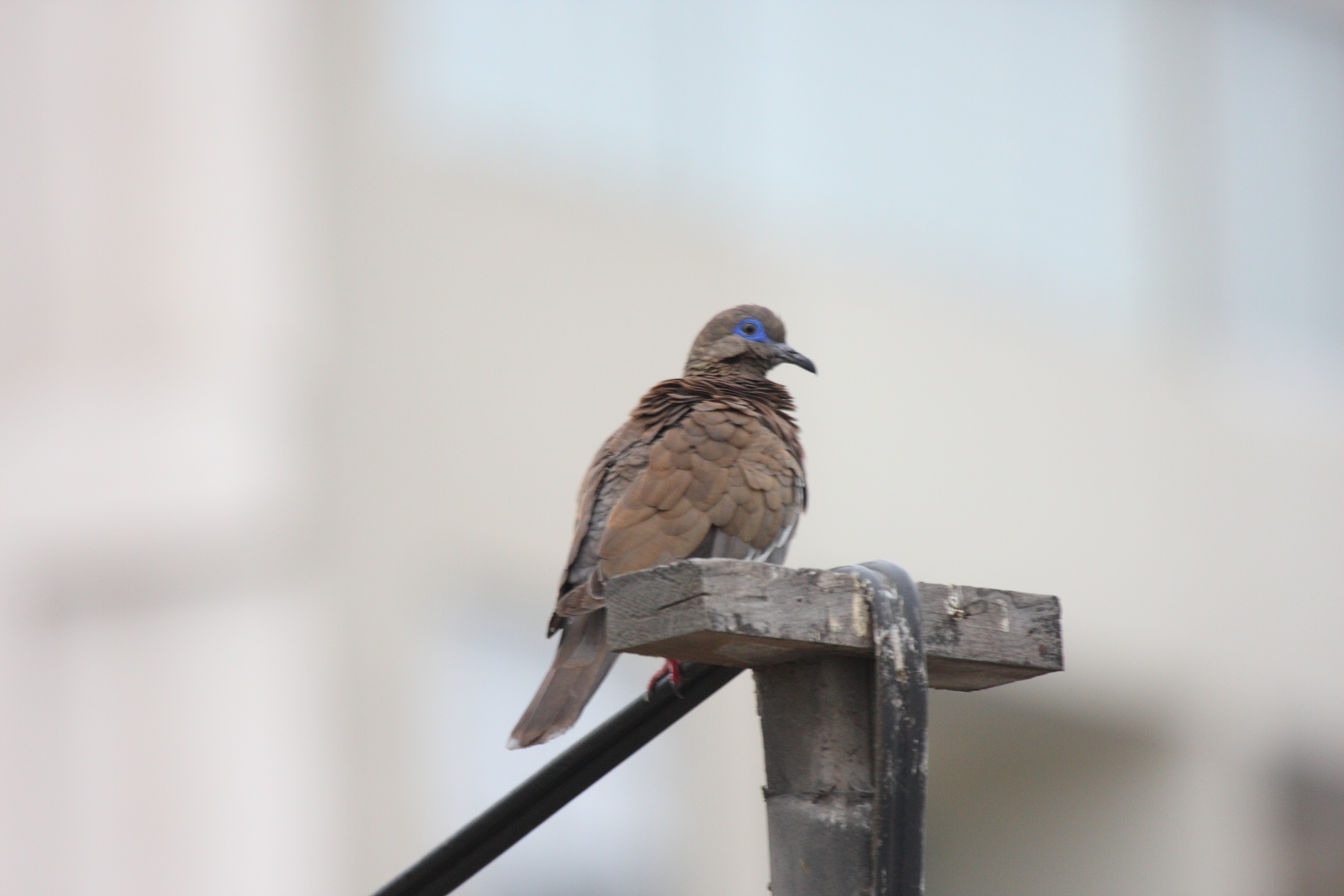